# Junquillo (color)

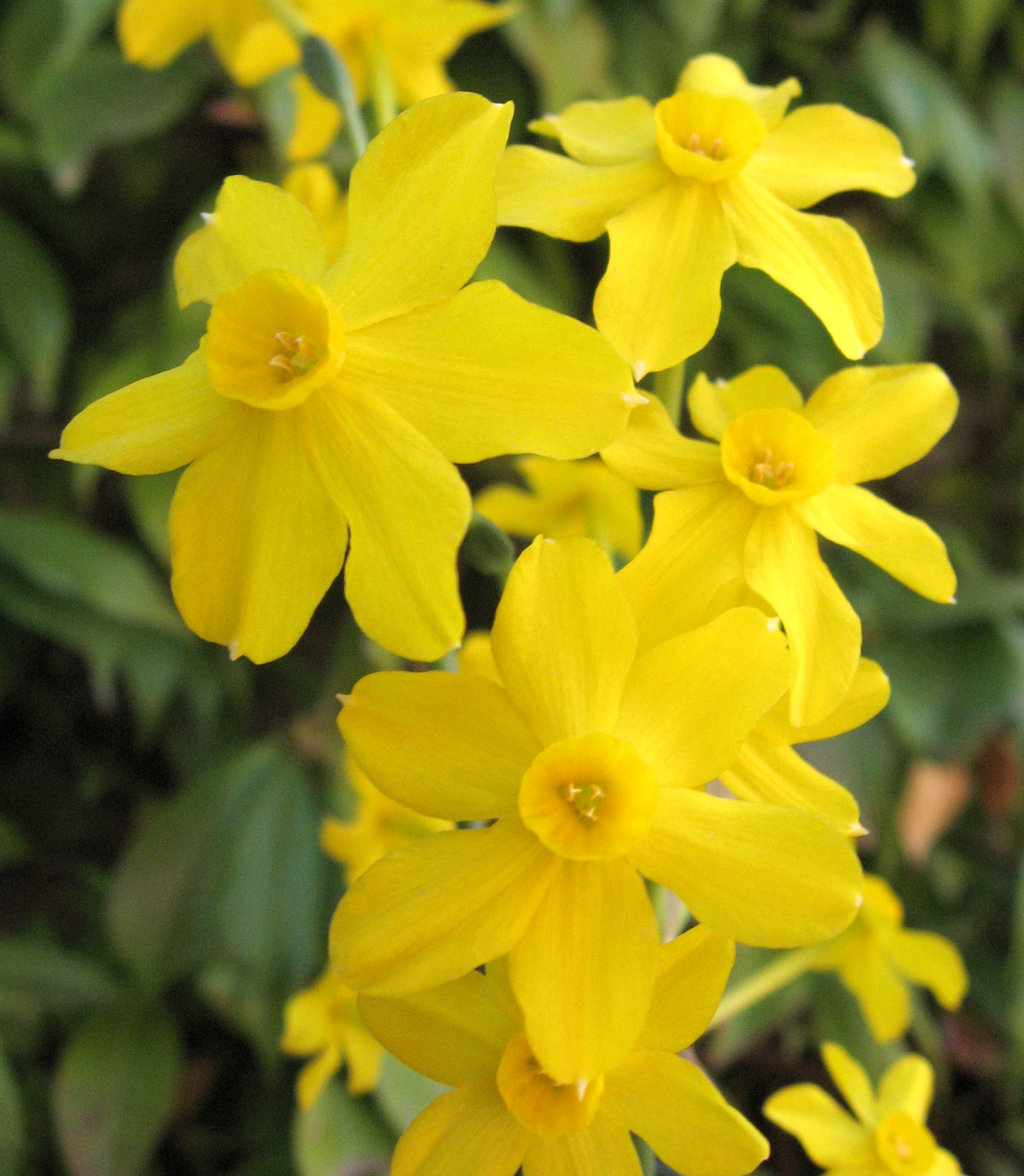
Floración de Narcissus jonquilla en el Real Jardín Botánico de Madrid

Junquillo o amarillo junquillo es un color amarillo fuerte y claro, basado específicamente en la coloración de las flores del junquillo (Narcissus jonquilla), una planta bulbosa de floración muy fragante originaria de España y Portugal, y naturalizada en otras partes del mundo. Este color también ha sido llamado junquillo oloroso.

## En cerámica:jaune jonquille
Jaune jonquille («amarillo junquillo» en francés) es la denominación de un color amarillo muy claro, de saturación moderada, correspondiente la una coloración de un fondo de porcelana amarillo creado por Jean Hellot e implementado en la manufactura de Sèvres a partir de 1752 o 1753.
|            | Jaune jonquille   |
| HTML       | #EEDFA0           |
| CMYK       | (0, 2, 40, 10)    |
| RGB        | (238, 223, 160)   |
| HSV        | (48°, 33 %, 93 %) |
| Referencia | [ 2 ]             |